# Fever Season
Fever Season é o oitavo extended play (EP) do girl group sul-coreano GFriend. Foi lançado pela Source Music em 1 de julho de 2019, e distribuído pela Kakao M, o álbum estreou na décima posição na tabela "World Albums" da Billboard. Chegou ao topo do Gaon Album Chart. um vídeo musical para "Fever" foi lançado também.

## Lista de faixas
| N.º            | Título                                                          | Arranjo                      | Duração |  |
| 1.             | "Fever" (열대야; yeol-dae ya: lit. Noite Tropical)              | Cino (Oreo), Ung Kim (Oreo)  | 3:34    |  |
| 2.             | "Mr. Blue"                                                      | 13                           | 3:17    |  |
| 3.             | "Smile" (좋은 말 한때; joh-eun mal hanttae: lit. Boas Palavras) | Roh Ju-hwan and Lee Won-jong | 3:15    |  |
| 4.             | "Wish" (바라; bala: lit. Querer)                                | MosPick                      | 3:16    |  |
| 5.             | "Paradise"                                                      | Jeong Ho Hyun (e.one)        | 3:14    |  |
| 6.             | "Hope" (기대; gidae: lit. Expectativa)                          | Wonjong Lee                  | 3:28    |  |
| 7.             | "Flower" (versão em coreano)                                    | 13                           | 3:37    |  |
| 8.             | "Fever" (instrumental)                                          | Cino (Oreo), Ung Kim (Oreo)  | 3:33    |  |
| Duração total: | Duração total:                                                  | Duração total:               | 27:20   |  |

## Desempenho nas tabelas musicais
| Tabela (2019)                       | Melhor posição |
| ----------------------------------- | -------------- |
| Coreia do Sul (Gaon Album Chart)    | 1              |
| Estados Unidos (World Albums Chart) | 10             |

### Vendas
| País                       | Vendas |
| -------------------------- | ------ |
| Coreia do Sul (Gaon Chart) | 82,389 |

## Prêmios e indicações

### Programas musicais
| Música  | Programa musical | Data                |
| ------- | ---------------- | ------------------- |
| "Fever" | The Show         | 9 de julho de 2019  |
| "Fever" | Show Champion    | 10 de julho de 2019 |
| "Fever" | M! Countdown     | 11 de julho de 2019 |
| "Fever" | Music Bank       | 12 de julho de 2019 |
| "Fever" | Show! Music Core | 13 de julho de 2019 |
| "Fever" | Inkigayo         | 14 de julho de 2019 |

## Histórico de lançamento
| País          | Data               | Formato              | Gravadora             |
| ------------- | ------------------ | -------------------- | --------------------- |
| Coreia do Sul | 1 de julho de 2019 | Download digital, CD | Source Music, Kakao M |
| Mundo         | 1 de julho de 2019 | Download digital, CD | Source Music, Kakao M |